# Arthur J. Weaver
Arthur J. Weaver, né le 18 novembre 1873 et mort le 18 octobre 1945, est un homme politique républicain américain. Il est le 22e gouverneur du Nebraska entre 1929 et 1931.

## Sources
- (en) Cet article est partiellement ou en totalité issu de l’article de Wikipédia en anglais intitulé « Arthur J. Weaver » (voir la liste des auteurs).